# Асянов, Фаниль Абдулхадыевич
Фани́ль Абдулха́дыевич Ася́нов (баш. Фәнил Абдулһаҙый улы Әсәнов; 30 декабря 1929, Бузовьязы, Башкирская АССР — 31 января 1995, Уфа) — башкирский писатель, поэт, драматург.

## Биография
Родился 30 декабря 1929 года в c. Бузовьязы (ныне — Кармаскалинского района Башкортостана) в татарской семье.
1948 год окончил среднюю школу, работал в Бузовьязовской районной газете;

1953 год избран первым секретарём Бузовьязовского райкома комсомола;

1955 год в журнале «Литературный Башкортостан» издан первый рассказ «Шоферы»;

1955 — 1959 годы учёба в Высшей партийной школе в Уфе; 

С 1959 года — работа в редакции республиканской газеты на татарском языке «Кызыл тан»;

1960 год издан первый сборник рассказов «Когда расцвели липы»;

1963 год избран ответственным секретарём Союза журналистов Башкирской АССР;

1970 — 1984 годы ответственный секретарь Башкирского отделения Советского комитета защиты мира;

С 1984 года — профессиональный писатель.

## Творчество

### Проза
- Когда расцвели липы. Рассказы. Уфа, Башкнигоиздат, 1960, 122 с. (на баш.яз.)
- Команда Чапая. Рассказы. Уфа, Башкнигоиздат, 1962, 92 с. (на баш.яз.)
- Обещание. Повесть. Уфа, Башкнигоиздат, 1965, 154 с. (на баш.яз.)
- Сын лесника. Повесть. Уфа, Башкнигоиздат, 1966, 95 с. (на баш.яз.); М., «Дет.лит.», 1972, 110 с. (на русск.яз.)
- Журавли возвращаются вновь. Повесть и рассказы. Уфа, Башкнигоиздат, 1968, 212с. (на баш.яз.); М., 1981, 223 с. (на русск.яз.)
- Цветы обновляют листья. Повесть и рассказы. Уфа, Башкнигоиздат, 1970, 172 с. (на баш.яз.)
- Избранная любовь. Повесть и рассказы. Уфа, Башкнигоиздат, 1971, 176 с. (на баш.яз.)
- Звездопад. Повести. Уфа, Башкнигоиздат, 1974, 318с. (на баш.яз.)
- Мугалима — апа. Рассказы. Уфа, Башкнигоиздат, 1978, 176с. (на баш.яз.)
- Любовь не бывает без тоски. Повесть. фа, Башкнигоиздат, 1979, 263с. (на баш.яз.)
- Остались лишь огни. Повести. Уфа, Башкнигоиздат, 1981, 274с. (на баш.яз.)
- Вера. Роман. Уфа, Башкнигоиздат, 1985, 294с. (на баш.яз.)
- Гармонь с колокольчиком. Повесть и рассказы. Уфа, Башкнигоиздат, 1988, 112с. (на баш.яз.)

### Драматургия
- Драма «Вдовы» (по повести «Цветы обновляют листья») ,
- комедия «Широкие улицы были узкими» (совместно с Н.Асанбаевым),
- драма «Душевные разговоры»,
- драма «Алые зори».

### Поэзия, слова песен
Известен как поэт-песенник, стали популярными песни «Лестницы Янгантау», «Помнишь, любимая?», «Не говорите матерям тяжелые слова» и др.

## Звания и награды
- Заслуженный работник культуры Башкирской АССР (1976)
- Заслуженный работник культуры РСФСР (1980)

## Память
- Мемориальная доска на доме в Уфе по улице Достоевского, 102/3, где он жил.
- Имя писателя носит Бузовьязовская средняя школа.